# Cieszanowo
Cieszanowo – osada w Polsce położona na Pojezierzu Bytowskim, w województwie pomorskim, w powiecie bytowskim, w gminie Miastko. Miejscowość wchodzi w skład sołectwa Piaszczyna.
W latach 1975–1998 miejscowość administracyjnie należała do województwa słupskiego.